# 園基福
園基福（1622年3月27日—1699年12月30日），是江戶時代前期的公卿；藤原北家持明院流庶流的園家當主，也是靈元天皇的舅父（妹妹園國子是靈元天皇生母）。

## 生涯
園基福在元和八年（1622年）出生，是父母園基音及谷氏（谷衛友女）的長子，寬永三年（1626年）敘從五位下，歷任侍從、左近衛少將、左近衛中將、藏人頭及參議後，於慶安五年（1652年）敘從三位，位列公卿。
貞享三年（1686年）作為靈元天皇的舅父准敘准大臣，在極位極官是近衛中將或大納言的羽林家十分罕見。至元祿十二年（1699年）他逝世，享年77歲。